# Alastair Siddons
Alastair Siddons (* 29. Juli 1978 in London) ist ein britischer Filmregisseur, Drehbuchautor und Filmproduzent.

## Karriere

### Arbeit als Regisseur und Drehbuchautor
Alastair Siddons trat erstmals 2009 als Regisseur an dem Dokumentarfilm Turn It Loose in Erscheinung. Darin begleitete er sechs Breakdancer aus dem Senegal, Südkorea, Frankreich, Mexiko und den USA bei ihrer Teilnahme an den BC One World Breakdancing Championships 2007 in Südafrika, darunter auch der spätere Weltmeister Ronnie. Mit dem Film nahm Siddons 2010 am Seattle International Film Festival teil. Drei Jahre später inszenierte er mit In the Dark Half (2012) seinen ersten Spielfilm. Das Mystery-Drama stellte eine schuldgeplagte Jugendliche (dargestellt von Jessica Barden) in den Mittelpunkt, die sich nach dem Tod eines Kindes in ihrer Obhut von einer mysteriösen Kraft bedroht sieht.
2013 kehrte Siddons zum Dokumentarfilm zurück und führte Regie an Inside Out. Das Porträt über den französischen Künstler JR wurde ins Programm des Tribeca Film Festivals 2014 aufgenommen, vom US-amerikanischen Fernsehsender HBO ausgestrahlt und fand mit MK2 auch einen internationalen Kinoverleih. Danach widmete sich Siddons verstärkt der Arbeit als Drehbuchautor. Er verfasste das Skript zum britischen Spielfilm Das Gesetz der Familie (2016) von Adam Smith, den er auch mitproduzierte. In dem Familiendrama über einen Clan irischer Travellers in England spielten Michael Fassbender und Brendan Gleeson die Hauptrollen. Kritiker lobten den Film als „furioses, vorzüglich gespieltes Vater-Sohn-Drama“ und Siddons für sein in der Darstellung kompromissloses Drehbuch, gespickt mit schwarzem Humor und surrealen Elementen. Eine weitere angekündigte Zusammenarbeit mit Fassbender an einer Serie kam nicht zustande.
Zwei Jahre später war er am Drehbuch der an den Kinokassen erfolgreichen amerikanisch-britischen Videospiel-Verfilmung Tomb Raider (2018) beteiligt, in der die schwedische Schauspielerin Alicia Vikander die Titelrolle übernahm. 2019 kam es zu einer Zusammenarbeit mit Prune Nourry an dem preisgekrönten US-amerikanischen Dokumentarfilm Serendipity, an dem er als Drehbuchautor und Produzent involviert war. In dem Film, der u. a. auch ins Programm der 69. Berlinale aufgenommen wurde, präsentierte die in Frankreich geborene Nourry zwei Perspektiven miteinander, die der Künstlerin und der Krebspatientin.

### Erfolg mit der Small-Axe-Reihe
Der Durchbruch als Drehbuchautor stellte sich 2020 mit der Filmreihe Small Axe ein, bei der Siddons mit dem britischen Filmemacher Steve McQueen zusammenarbeitete. Sie besteht aus fünf Spielfilmen, die über die Lebenswelten karibischer Einwanderer in London zwischen 1969 und 1985 berichten. Siddons verfasste gemeinsam mit McQueen die Drehbücher für die drei Beiträge Mangrove, Alex Wheatle und Education. Mangrove erzählt vom Kampf der schwarzen Bevölkerung gegen Polizeigewalt und -willkür in den 1960er-Jahren, während Alex Wheatle eine Filmbiografie über den gleichnamigen Schriftsteller ist. Education wiederum thematisiert das rassistische Schulsystem Englands. Alle Drehbücher von Siddons und McQueen basieren auf historischen Ereignissen beziehungsweise realen Biografien. Siddons habe vor allem bei der Arbeit an Mangrove, dem ersten Teil der Reihe, großen Druck empfunden. Er hatte eigenen Angaben zufolge 2010 die Beerdigung von Frank Crichlow in London besucht, einem der Mitglieder der Mangrove Nine, über die der Film handelt (dargestellt von Shaun Parkes). Ein Freund von Siddons hatte seine wissenschaftliche Arbeit über das Thema geschrieben. Siddons selbst hatte vor der Zusammenarbeit mit McQueen die Kinder von Crichlow besucht, weil er mit dem Gedanken an einen eigenen Dokumentarfilm gespielt hatte. Auch war er sich des Drucks bewusst, als männlicher Weißer an dem Stoff mitzuarbeiten. Dennoch hob die Fachkritik vor allem Mangrove aus der Reihe heraus, der ursprünglich im Mai 2020 bei den aufgrund der COVID-19-Pandemie abgesagten 73. Internationalen Filmfestspiele von Cannes hätte gezeigt werden sollen. Small Axe wurde später von der BBC ausgestrahlt und international mit mehreren Preisen ausgezeichnet, darunter von der Los Angeles Film Critics Association als „Bester Film des Jahres“.

## Filmografie

### Regie
- 2009: Turn It Loose (Dokumentarfilm)
- 2012: In the Dark Half
- 2013: Inside Out (Dokumentarfilm)

### Drehbuchautor
- 2016: Das Gesetz der Familie (Trespass Against Us)
- 2018: Tomb Raider
- 2019: Serendipity (Dokumentarfilm)
- 2020: Small Axe (Filmreihe, 3 Episoden)

- Mangrove
- Alex Wheatle
- Education

### Produzent
- 2016: Das Gesetz der Familie (Trespass Against Us)
- 2019: Serendipity (Dokumentarfilm)